# Ken Carpenter (Radsportler)
Kenneth Michael „Ken“ Carpenter (* 31. Dezember 1965 in La Mesa) ist ein ehemaliger US-amerikanischer Bahnradsportler.
1987 holte Ken Carpenter bei den Panamerikanischen Spielen in Indianapolis die Goldmedaille im Sprint vor Mark Gorski. Zweimal – 1988 und 1992 – startete Ken Carpenter bei Olympischen Spielen im Sprint: 1988 schied er in der ersten Runde im Sprint aus, 1992 belegte er im Sprint den fünften Platz.
Von 1988 bis 1992 war Carpenter US-amerikanischer Meister im Sprint der Amateure, nach den Olympischen Spielen 1992 wechselte er umgehend in das Profilager. 1992 wurde er bei den UCI-Bahn-Weltmeisterschaften in Valencia Fünfter im Keirin. 1993 wurde er zur Internationalen Keirin-Serie nach Japan eingeladen und beendete sie als Gesamterster. Von 1995 bis 2008 hielt er zudem mit 1:02,940 min. den nationalen Rekord im 1000-Meter-Zeitfahren.
Heute nimmt Ken Carpenter regelmäßig an Radrennen in der Mastersklasse teil.